# Simetrala dužine
Simetrala dužine je pravac okomit na dužinu te prolazi njenim polovištem. Ta svojstva uvjetuju da je svaka točka na simetrali jednako udaljena od rubnih točaka dužine. Dužina te njena simetrala zatvaraju pravi kut.

## Trokutu opisana kružnica
Simetrale svih triju stranica trokuta sijeku se u središtu trokutu opisane kružnice.